# البديل الاشتراكي الأممي
البديل الاشتراكي الأممي (ISA) (بالإنجليزية: International Socialist Alternative)‏ هي منظمة اشتراكية دولية التي توحد حركات وأحزاب اشتراكية في عشرات البلدان في جميع أنحاء العالم.